# Oskarshamn (stad)
Oskarshamn is de hoofdstad van de gemeente Oskarshamn in het landschap Småland en de provincie Kalmar län in Zweden. Bij de gemeentefusie van 1967 werd het grondgebied uitgebreid met de plattelandsgemeenten Döderhult, Kristdala en Misterhult. De plaats heeft sindsdien 17.258 inwoners (2010) en een oppervlakte van 1.306 hectare. De stad is gelegen aan de Kalmarsund, die het vasteland van Zweden scheidt van het Zweedse eiland Öland.
Het belangrijkste museum is het Dödarhultarmuseum met houtsnijwerk.
Bij de stad bevindt zich de kerncentrale Oskarshamn.

## Verkeer en vervoer
Oskarshamn is een havenplaats met onder meer veerdiensten naar Gotland en naar het hekseneilandje Blå Jungfrun.
Bij de plaats lopen de E22, Riksväg 37 en Riksväg 47.
De stad heeft een station aan de spoorlijn Berga - Oskarshamn.
Ten noorden van de stad ligt de Luchthaven Oskarshamn.

## Geboren
- Anna Munthe-Norstedt (1854-1936), kunstschilder
- Axel Munthe (1857-1949), arts en schrijver
- Lars Sjösten (1941-2011), componist en pianist
- Jörgen Lind (1958), schrijver
- Håkan Lindquist (1958-2022), schrijver
- Glenn Magnusson (1969), wielrenner